# 細川頼重
細川 頼重（ほそかわ よりしげ）は、南北朝時代から室町時代の守護大名。備中国守護。細川備中守護家2代当主。細川満久、基之の兄。

## 生涯
細川備中守護家当主・細川満之の長男として誕生。